# دير الصليب
دير الصليب قرية تتبع منطقة مصياف في غرب محافظة حماة في سورية.